# Дупейдж (окръг, Илинойс)
Окръг Дупейдж (на английски: DuPage County) е окръг в щата Илинойс, Съединени американски щати. Площта му е 873 km², а населението - 930 528 души. Административен център е град Уийтън.